# Worms Reloaded
Worms Reloaded je tahová strategie vyvinutá společností Team17. Hráč v ní ovládá červíky, kteří se pomocí různých zbraní snaží zničit soupeře. Hra byla vydána 26. srpna roku 2010 na Steamu. Jedná se o pokračování Worms Armageddon a nese se ve znamení návratu série na PC. Byl zde použit engine z herních konzolí s upravenými fyzikálními vlastnostmi. Hra má HD grafiku, obsahuje několik nových zbraní (fretky, elektromagnet, aj.) a možnost rozlišení jednotlivých týmů pomocí různých klobouků a jiných pokrývek hlavy.

## Herní mechanismus
Každý hráč ovládá svůj tým červů, jejichž úkolem je zničit tým(y) soupeře, buď potopením, snížením zdraví ze 100 na 0 nebo vyhozením z mapy. Hra se odehrává po tazích, při kterém se může pohybovat po mapě (skákáním nebo píděním, či pomocí různých nástrojů – tryskový batoh, padák, lano ninjů…) a/nebo zaútočit na soupeře. Útok probíhá zbraněmi, každá z nich má jiné vlastnosti a ubírá různý počet životů. Příkladem zbraní je třeba bazuka, letecký nálet, ovce nebo třeba Betonový Osel.
Kromě samotných tahů běží na pozadí ještě "čas kola", po jehož vypršení nastane tzv. "Náhlá smrt". Podle nastavení může začít buď stoupat voda, zdraví červů se sníží na jedna, či nastane kombinace obojího nebo se naopak nic nestane.
Během hry jsou na mapu shazovány různé bedny se zbraněmi, nástroji a životy.

## Hodnocení
Podle stránky MetaCritic získal Worms Reloaded průměrné hodnocení 78 bodů ze 100.